# MK 14
Mk14 — первый компьютер, созданный английской компанией Sinclair Research Ltd (в то время называвшейся «Science of Cambridge Ltd»). Его продажи начались в 1978 году по цене 39,5 £. Основой компьютера послужил 8-битный процессор National Semiconductor SC/MP. Выбор данного микропроцессора был обусловлен тем, что на момент начала проектирования компьютера SC/MP был самым дешевым однокорпусным восьмиразрядным микропроцессором, представленным на рынке. Помимо процессора, компьютер располагал 20-клавишной клавиатурой, 8-знаковым сегментным дисплеем, 512 байтами ПЗУ, 256 байтами ОЗУ и несколькими портами ввода-вывода. Mk14 не имел корпуса и внешне представлял собой печатную плату с клавиатурой и дисплеем. Внешний блок питания предлагалось подобрать пользователю самостоятельно.
На сегодняшний день данный компьютер может показаться больше похожим на незаконченный микрокалькулятор, а его технические характеристики и функциональность вызывает у современного обывателя вопрос о принципиальной возможности его применения. Тем не менее данный компьютер — типичный представитель компьютеров 70-х годов. За всё время продаж в Великобритании удалось продать около двадцати тысяч Mk14, что оказалось неожиданным успехом для компании. Этот факт, помимо прочих, задал вектор развития компании и послужил основой для создания революционно дешёвых домашних компьютеров Sinclair ZX80, Sinclair ZX81 и Sinclair ZX Spectrum. Последний со временем стал самым популярным компьютером в Европе.

## История создания
Создателем Mk14 является Крис Карри (англ. Chris Curry). Зная его как талантливого инженера, Клайв Синклер пригласил его работать в свою компанию. В 1977 году Ян Вильямсон показал Карри отладочную плату, основанную на процессоре National Semiconductor SC/MP. Прочие микросхемы, распаянные на плате, Ян взял из калькулятора Sinclair Cambridge. Ян Вильямсон обратился с идеей довести данную плату до полноценного компьютера в National Semiconductor, которые дали положительный ответ и предложили спонсировать разработку, но взамен потребовали исключить элементы Sinclair. Крис Карри впечатлился разработкой и предложил идею создания компьютера на базе SC/MP Клайву Синклеру. Сегодня может показаться невероятным, но Синклер достаточно холодно отнёсся к идее создания компьютера, тем не менее дал согласие на разработку при условии, что цена конечного устройства должна быть минимальной. В результате был спроектирован Mk14, который оказался в пять раз дешевле, чем аналогичный компьютер Compukit UK-101. Проект оказался успешным. В Великобритании удалось продать свыше двухсот тысяч Mk14, что на тот момент являлось большим успехом.
Этот успех только укрепил мнение Криса Карри в том, что будущее за компьютерами. Видя слабую заинтересованность в проекте Клайва Синклера, Крис принимает решение покинуть компанию и основать свою собственную, которая будет заниматься только компьютерами. В том же 1978 году он вместе с Германом Хаузером (Herman Hauser) основывает компанию Acorn Computers и создает там аналогичный компьютер Acorn System 1.
Видя хорошие продажи Mk14, Клайв Синклер понимает, что рынок готов принять компьютеры, и решает начать разработку компьютера, который был бы полноценным продуктом и мог быть использован дома. В результате, в 1980 году был выпущен знаменитый Sinclair ZX80 — уже в корпусе и с полной 40-кнопочной мембранной клавиатурой, а также с возможностью подключения к телевизору в качестве монитора. ZX80 при этом имел сверхнизкую для тех времён цену. ZX80 так определил общий вид домашних компьютеров 80-х годов.

## Описание системы
Для снижения себестоимости и конечной цены продукта Mk14 выполнен в виде одноплатного компьютера. Все элементы, включая клавиатуру и дисплей, были расположены на одной печатной плате. В качестве процессора использовался 8-битный National Semiconductor SC/MP. На плате так  располагались 512 байт (не килобайт) ПЗУ и 256 байт ОЗУ, которые могли быть расширены до 640 байт. Порты ввода-вывода представляли собой контактные площадки на краю печатной платы. Клавиатура представляла собой набор мембранных клавиш с замыканием контактов непосредственно на единственной печатной плате. Позже появились версии с механическими клавишами вместо мембранных. Всего на плате было расположено 20 клавиш: 16 основных (для ввода цифр в шестнадцатеричной системе счисления) и 4 функциональных клавиши. Так на плате находилась кнопка сброса. Вывод информации (как в момент выполнения программы, так и в процессе программирования) выполнялся на восьмизнаковый сегментный дисплей, какие использовались в калькуляторах. Существовали версии с 9-знаковыми сегментными дисплеями. Данная простота и понятность, а также невиданная функциональность за такую цену сделали Mk14 очень популярным у радиолюбителей и компьютерных энтузиастов конца 70-х годов.